# Geoffrey FitzPeter, I conte di Essex
Geoffrey FitzPeter, I conte di Essex (1162 – 14 ottobre 1213), fu un membro preminente dei governi di Riccardo I d'Inghilterra e del fratello e successore Giovanni d'Inghilterra. Talvolta il Patronimico con cui è designato è FitzPiers perché era in effetti figlio di Piers de Lutegareshale, forestale presso il villaggio di Ludgershall.

## La vita
Geoffrey FitzPeter nacque attorno al 1162 da Piers de Lutegareshale (circa 1134 - gennaio 1180) e Maud de Mandeville. La sua famiglia aveva ricoperto per molti anni incarichi di medio livello sotto il regno di Enrico II d'Inghilterra, il fratello Simon aveva ricoperto l'incarico di High Sheriff per le contee di Northamptonshire, Buckinghamshire e Bedfordshire e lo stesso Geoffrey aveva iniziato allo stesso modo nel Northamptonshire verso la fine del regno di Enrico II.
Attorno al 1184-1185 Geoffrey sposò Beatrice Say, nipote della sorella di Geoffrey de Mandeville, I conte di Essex, il titolo poco dopo il loro matrimonio si estinse a causa della mancanza di eredi del terzo conte e Beatrice era una delle persone più vicine al titolo. Poco dopo le nozze il suocero di Geoffrey morì ed egli ricevette una fetta dell'eredità che spettava alla moglie che era la figlia maggiore del defunto William Say, con il tempo Geoffrey riuscì anche ad avere il titolo di famiglia divenendo il quarto Conte di Essex.
Quando Riccardo I partì per le crociate designò Geoffrey quale uno dei cinque giudici della corte del re divenendo quindi consigliere di Ugo Puiset Vescovo di Durham che era uno dei reggenti in assenza del re oltre che Gran giustiziere.
Il 14 novembre 1189 morì William Mandeville, III conte di Essex, cugino di sua moglie, e la sua eredità venne contesa fra Geoffrey e lo zio di Beatrice, Geoffrey de Say e Geoffrey riuscì ad ottenerla grazie alle proprie entrature politiche anche se il titolo rimase, per ora, dormiente.
Fra 1198 e il 1205 Geoffrey servì come High Sheriff per lo Yorkshire, il Bedfordshire e il Buckinghamshire oltre che come Conestabile della Torre di Londra, l'11 luglio 1198 divenne Gran Giustiziere e quando Giovanni d'Inghilterra venne incoronato l'anno dopo Geoffrey ricevette il contado di Essex.
Nel 1206 Giovanni donò a Geoffrey il Castello di Berkhamsted e nella vicina cittadina vi fondò due ospedali, uno dedicato a San Giovanni Battista e l'altro a San Giovanni Evangelista.
Geoffrey rimase al fianco di Giovanni fino alla morte avvenuta il 14 ottobre 1213.

## Matrimoni e figli
In prime nozze Geoffrey sposò Beatrice Say, tutti i loro figli aggiunsero il cognome della famiglia della madre, Mandeville, al proprio. Da notare che anche Geoffrey era imparentato con i Mandeville, sua madre Maud era infatti una delle figlie del primo conte. I loro figli sono:
- Geoffrey FitzGeoffrey de Mandeville, II conte di Essex, secondo marito di Isabella di Gloucester, prima moglie di re Giovanni
- William FitzGeoffrey de Mandeville, III conte di Essex (morto 1227)
- Henry FitzGeoffrey de Mandeville, decano presso Wolverhampton
- Maud FitzGeoffrey de Mandeville.

Attorno al 1205 Geoffrey si risposò con Aveline de Clare (1178circa-1225), figlia di Roger de Clare, II conte di Hertford. Insieme ebbero:
- John FitzGeoffrey (1205circa-23 novembre 1258)
- Cecily FitzGeoffrey
- Hawise FitzGeoffrey.

Entrambi i figli nati dal primo matrimonio morirono senza eredi e per questo il titolo, associato ai Mandeville, passò al figlio di Maud nato dal suo matrimonio con un membro della famiglia Bohun e non al fratellastro John.